# Нардо (трасса)

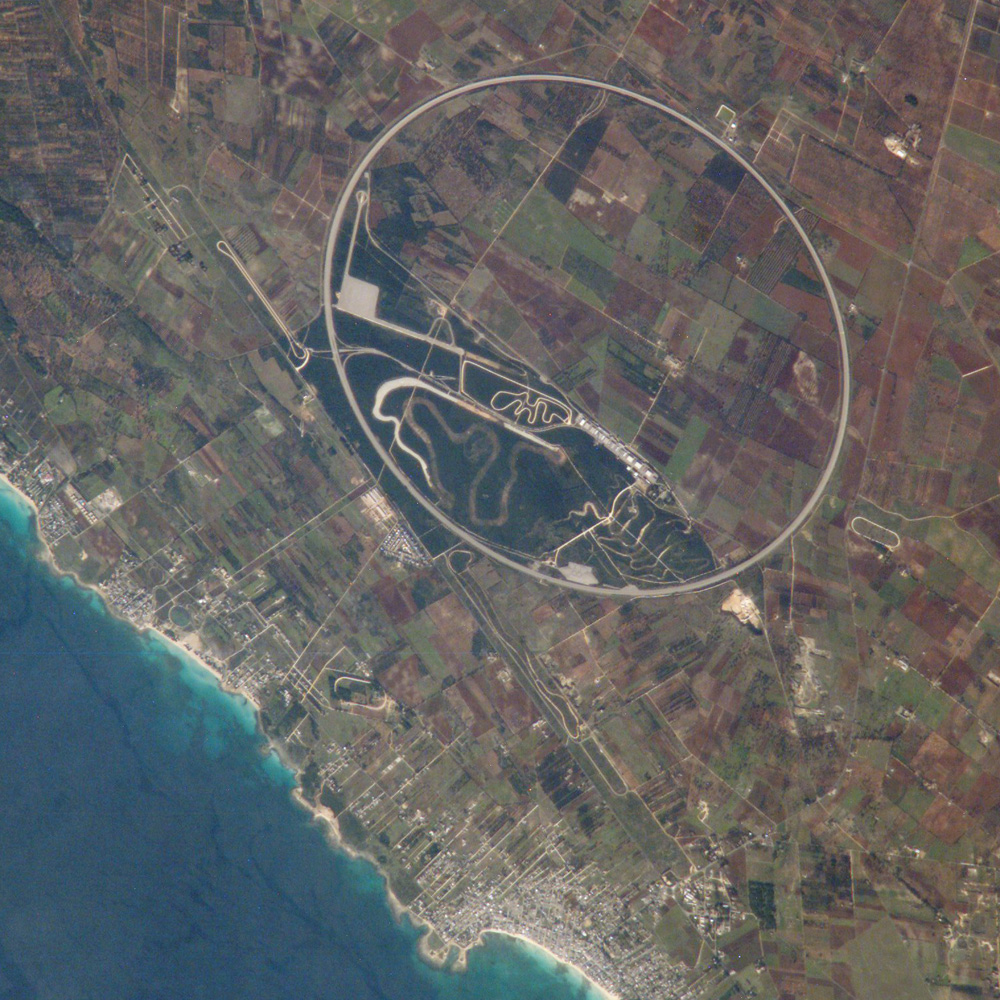
Вид на трассу Нардо с большой высоты

Трасса Нардо (итал. Pista di Nardò) — испытательный трек, расположенный в Италии, на юге Апулии, в провинции Лече, близ городка Нардо (в 20 км к северо-западу от города). Трасса была построена в 1970-е гг. на общественные средства в рамках развития южных регионов. Трек представляет собой круглую кольцевую трассу с большим переменным по ширине бэнкингом. Длина кольца достигает 12,6 км при диаметре 4 км, в итоге сочетание бэнкинга с малым углом поворота делает возможным езду по внешнему краю без движений рулем, как по прямой. Ширина полотна достигает 16 м, и оно разделено на 4 полосы, каждая со своей так называемой нейтральной скоростью, то есть скоростью, не требующей движений рулем: на первой (внутренней) полосе — 100 км/ч, на второй — 140, на третьей — 190, и на четвертой — 240. В обычные дни не разрешается движение быстрее 240 км/ч, для этого необходимо арендовать весь трек. Трасса Нардо используется для тестирования скоростных возможностей автомобиля, позволяя развивать скорости до 400 км/ч и более, однако для больших скоростей (свыше 240 км/ч) работа рулем требуется, хотя и возможна езда при постоянном угле поворота (30° в случае с Koenigsegg). Рекорд принадлежит автомобилю Koenigsegg CCR (387,9 км/ч 28 февраля 2005 г.), однако был побит автомобилем Bugatti Veyron на другом треке. Также установлены рекорды скорости для электромобилей: автомобиль Eliica показал скорость 370 км/ч. Ежегодно на трассе проходят фестивали скорости, в которых различные тюнинговые ателье выставляют свои автомобили для побития тех или иных рекордов скорости. За все время существования трассы был только один смертельный инцидент. В марте 2008 г. внутри овала был открыт еще один 6,2-км трек.